# Anahola
Anahola is een plaats (census-designated place) in de Amerikaanse staat Hawaï, en valt bestuurlijk gezien onder Kauai County.

## Demografie
Bij de volkstelling in 2000 werd het aantal inwoners vastgesteld op 1932.

## Geografie
Volgens het United States Census Bureau beslaat de plaats een oppervlakte van
10,2 km², waarvan 9,7 km² land en 0,5 km² water. Anahola ligt op ongeveer 89 m boven zeeniveau.

## Plaatsen in de nabije omgeving
De onderstaande figuur toont nabijgelegen plaatsen in een straal van 20 km rond Anahola.